# Distretto di Karahallı
Il distretto di Karahallı (in turco Karahallı ilçesi) è uno dei distretti della provincia di Uşak, in Turchia.